# Bodi László
Bodi László vagy Leslie Bodi (születési nevén Bruchsteiner László; Budapest, 1922. szeptember 1. – Melbourne, 2015. szeptember 15.) ausztráliai magyar irodalomtörténész, germanista, egyetemi tanár, a Magyar Tudományos Akadémia külső tagja.

## Életpályája
Asszimilált, középosztálybeli nyomdász-litográfus családból származott. Apja Bruchsteiner István (1894–1945), anyja Pongrácz Klára (1900–?) volt. Iskoláit Budapesten és Milánóban végezte német iskolákban. Érettségije után 1940 és 1943 között nyomdászként, ofszet-gépmestersegédként dolgozott a Glóbusz Nyomdában. 1943 és 1945 között zsidó származása miatt munkaszolgálatra hívták be. A háború után a Pázmány Péter Tudományegyetemen folytatott német és angol szakos tanulmányokat, 1947-ben a bécsi Collegium Hungaricum ösztöndíjasa volt. 1949-ben szerzett doktori fokozatot. 1950 és 1957 között az Eötvös Loránd Tudományegyetem Német Nyelv és Irodalom Tanszékének tanársegédjeként dolgozott. Emellett a Szépirodalmi Könyvkiadó munkatársa is volt, többek között olyan művek kiadásában működött közre, mint Goethe Faustja, vagy Theodor Fontane Effi Briest című regénye.
1957-ben családjával Ausztráliába vándorolt ki, ahol rokonai éltek. 1957–1958-ban a Melbourne Grammar School, 1958 és 1960 között a Newcastle University College tanára volt. Egyik alapítója volt a melbourne-i Monash University-nek , ahol 1961–1963 között docensként dolgozott. 1963-ban ő szervezte meg az egyetem német tanszékét, amelynek azután professzora és tanszékvezetője volt nyugdíjba vonulásáig (1987). Több ízben volt vendégprofesszor Budapesten, Bécsben és Grazban.
A magyar tudományossággal emigrálása után sem szakadt meg a kapcsolata. Az 1970-es évek elején segített az Ausztráliába távozott magyar filozófusoknak állást találni. 1995-ben a Magyar Tudományos Akadémia külső tagjává választották. A nemzeti önidentifikáció nehézségei Közép-Európában. Az osztrák modell címmel 1997. május 21-én tartotta székfoglaló előadását.
Felesége Marton Mari, lányuk Bodi Anna.

## Munkássága
Fő kutatási területe a felvilágosodás korának német nyelvű irodalma volt, főleg a jozefinizmus kérdése foglalkoztatta. Ugyanakkor a német–ausztrál irodalmi és kulturális kapcsolatok történetét is kutatta. Az ausztrál germanisztika kiemelkedő alakjaként tartják számon.

## Díjai, elismerései
- 1973: A Német Szövetségi Köztársaság Érdemrendjének 1. osztályú érdemkeresztje (wd)
- 1976: Osztrák Tudományos és Művészeti Érdemkereszt (wd) 1. osztály
- 1989: Friedrich Gundolf-díj
- 1991: Goethe-érem (wd) (Goethe-Institut, München)
- 1997: Humboldt kutatói díj (wd)
- 1997: ELTE díszdoktora

## Művei

### Önálló kötetek
- Heinrich Heine. Budapest: Közoktatásügyi kiadóvállalat, 1951
- German Culture in the Libraries of Melbourne: the State Library of Victoria; Baillieu Library, University of Melbourne; German Dept. Library, University of Melbourne; Monash University Library (joint author: Susan Radvansky). Melbourne: German Section, Department of Modern Languages, Monash University, 1967
- Tauwetter in Wien. Zur Prosa der österreichischen Aufklärung 1781–1795. Frankfurt am Main: S. Fischer, 1977
- Image of a Continent. A Bibliography of German Australiana from the Beginnings to 1975 = Bild eines Kontinents : eine Bibliographie deutscher Australiana von den Anfängen bis 1975. Wiesbaden: O. Harrassowitz, 1990
- Literatur, Politik, Identität = Literature, Politics, Cultural Identity. St. Ingbert: Röhrig, 2002

### Szerkesztett kötetek
- Adventures on a Journey to New Holland and The Lonely Deathbed, by Therese Huber. Translated from the German original Abentheuer auf einer Reise nach Neu-Holland (1793) by Rodney Livingstone. Edited, with preface and notes, by Leslie Bodi. Melbourne: Lansdowne Press, 1966
- Das Problem Österreich: Arbeitspapiere : Interdisziplinäre Konferenz über Geschichte, Kultur und Gesellschaft Österreichs im 20. Jahrhundert, Germanistisches Institut, Monash Universität 16–18 Mai, 1980 = The Austrian Problem: Working papers: Interdisciplinary Conference on 20th Century Austrian History, Culture and Society, Department of German, Monash University, May 16–18, 1980 (co-edited with Philip Thomson). Clayton, Victoria: Monash University, Department of German, 1982
- The German Connection: Sesquicentenary Essays on German-Victorian Crosscurrents, 1835–1985. (co-edited with Stephen Jeffries). Clayton, Victoria: Department of German, Monash University, 1985
- Weltbürger, Textwelten: Helmut Kreuzer zum Dank (Hg. Leslie Bodi u.a.). Frankfurt am Main / New York: P. Lang, 1995
- Paul Weidmann: Der Eroberer. Eine Parodie der Macht. (Hg. von Leslie Bodi und Friedrich Voit). Heidelberg: C. Winter, 1997